# Хавър (Монтана)
Хавър (на английски: Havre) е град в окръг Хил, щата Монтана, САЩ. Хавър е с население от 9621 жители (2000) и обща площ от 9 km². Намира се на 773 m надморска височина. ЗИП кодът му е 59501, а телефонният му код е 406.